# 초콜릿 살라미
초콜릿 살라미(Chocolate salami)는 이탈리아, 루마니아, 포르투갈의 디저트로, 코코아 가루, 부서진 비스킷, 버터, 그리고 때때로 포트 와인이나 럼 같은 알코올로 구성된다. 이 디저트는 유럽 전역과 그 밖의 지역에서도 인기를 얻었으며, 그 과정에서 알코올은 종종 재료에서 빠지기도 했다.

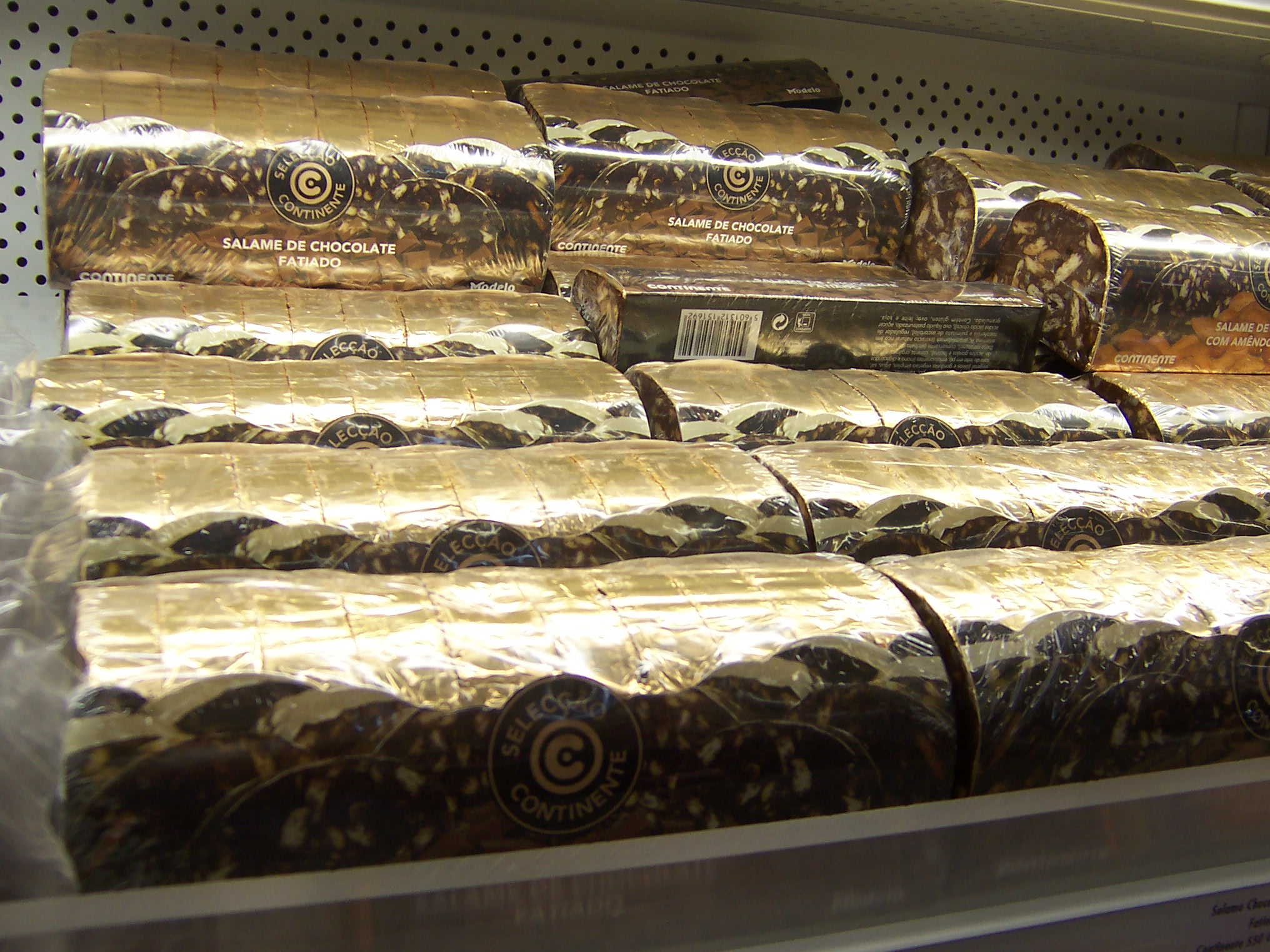
포르투갈 에보라의 슈퍼마켓에 진열된 포장된 초콜릿 살라미

“살라미”라는 명칭은 말린 햄의 일종인 살라미와의 외형적 유사성에서 유래한다. 살라미처럼 초콜릿 살라미도 길쭉한 원통형으로 만들어지며, 서빙할 때는 원형으로 얇게 썬다. 이 조각들은 갈색 초콜릿 매트릭스(살라미의 붉은 고기 부분과 유사)에 밝은 색의 비스킷 조각(살라미의 흰 지방 조각처럼 보임)이 섞여 있는 모습이다. 일부 변형은 아몬드나 헤이즐넛 같은 다진 견과류를 포함하기도 하고, 트뤼프 앙 쇼콜라 형태로 만들어지기도 한다.

## 국가별 변형

### 아시아
요르단에서는 이 디저트를 "레이지 케이크"(ليزي كيك)라고 부르며, 주로 마리 비스킷으로 만든다.
시리아에서는 "수크시예"(سوكسية)라고 부르며, 주로 호두나 피스타치오를 넣어 만든다.

### 유럽
그리스에서는 초콜릿 살라미를 "모사이코"(mosaiko, 모자이크) 또는 "코르모스"(kormos, 나무줄기)라고 부른다.
불가리아에서는 "슬라댁 살람"(Сладък Салам, 달콤한 살라미라는 뜻)으로 알려져 있으며, 러시아식 초콜릿 소시지처럼 호두를 사용한다.
키프로스에서는 "두키사"(Doukissa, 공작부인 케이크)라고 한다.
체코에서는 "바노치니 살람"(vánoční salám) 또는 "초콜라도비 살람"(čokoládový salám)이라 부르며, 종종 잘게 간 코코넛을 넣어 만든다.
덴마크에서는 "키크세카게"(kiksekage, 비스킷 케이크)라고 불린다.
에스토니아에서는 "키르유코에르"(Kirjukoer, 알록달록한 개)라고 불리며, 보통 코코아 가루, 버터, 부서진 쿠키, 젤리 큐브(에스토니아어로 marmelaad)로 만든다.
독일에서는 "칼테 슈나우체"(Kalte Schnauze, 차가운 주둥이) 또는 "칼터 훈트"(Kalter Hund, 차가운 개)라고 부른다.
헝가리에서는 다양한 이름으로 불리며, 예를 들면 "케크스 롤라드"(Keksz rolád, 비스킷 롤), "케크스 살라미"(Keksz szalámi, 비스킷 살라미), "페퇴슈케"(Pöttyöske, 점박이), "케크스 테케르치"(Keksz tekercs, 말린 비스킷) 등이 있다.
이탈리아에서는 "살라메 알 초콜라토"(salame al cioccolato, 초콜릿 살라미)라고 하며, 특히 시칠리아에서는 "살라미 투르쿠"(salami turcu, 터키 살라미)라고도 불린다.
라트비아에서는 "쇼콜라데스 데사"(šokolādes desa, 초콜릿 소시지), "살다 데사"(saldā desa, 달콤한 소시지), "살다 브루네테"(saldā brunete, 달콤한 브루넷) 등 여러 이름으로 불리며, 코코아, 부서진 비스킷, 버터, 설탕, 계란, 선택적으로 젤리, 견과류, 말린 베리, 때때로 코냑 등을 넣어 만든다.
리투아니아에서는 이와 유사한 디저트를 "팅기니스"(tinginys, ‘게으른 사람’이라는 뜻)라고 부르며, 코코아, 부서진 비스킷, 연유, 버터, 때때로 견과류를 넣어 만든다. 같은 이름 아래 다양한 레시피가 존재한다.
네덜란드에서는 유사한 디저트를 "아레티에스케이크"(arretjescake)라고 부른다.
폴란드에서는 "블록 체콜라도비"(blok czekoladowy, 초콜릿 블록)라고 한다.
포르투갈에서는 "살라메 드 초콜라테"(salame de chocolate)라고 하며, 전형적으로 마리 비스킷을 사용한다.
루마니아에서는 "살람 드 비스쿠이치"(salam de biscuiți, 비스킷 살라미)라고 하며, 1970~1980년대 공산주의 시절 식량 부족으로 인해 생겨났을 가능성이 있다.
러시아에서는 "쇼콜라드나야 콜바사"(шоколадная колбаса, 초콜릿 소시지)라고 한다.
튀르키예에서는 "모자익 파스타"(mozaik pasta, 모자이크 케이크)라고 불린다.

### 남아메리카

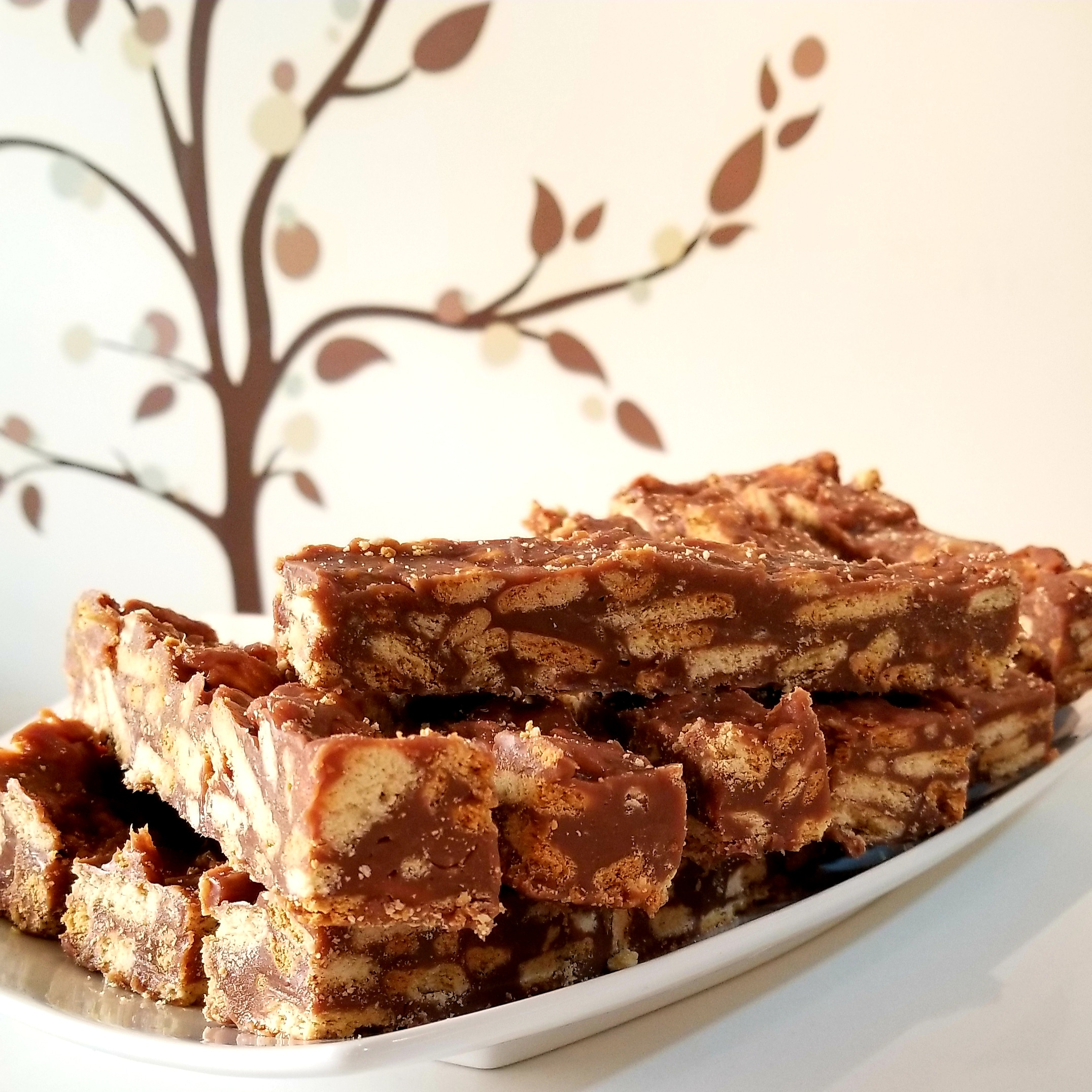
브라질의 팔랴 이탈리아나(palha italiana)

브라질에서는 "팔랴 이탈리아나"(palha italiana, ‘이탈리아 짚’이라는 뜻)라고 하며, 실제로는 짚과는 관련이 없다. 마리 비스킷을 브리가데이루 혼합물에 넣어 만든다.
우루과이에서는 "살치촌 데 초콜라테"(salchichón de chocolate, 초콜릿 소시지)라고 한다.
마찬가지로 아르헨티나에서는 "살라메 데 초콜라테"(salame de chocolate)라고 하며, 이탈리아식 명칭에 가깝다.

## 같이 보기
- 고지나키
- 바틱 케이크